# حسين أباد (بمبور الشرقي)
حسین أباد (بالفارسية: حسین‌آباد) هي قرية تقع في إيران في قسم بمبور الشرقي الريفي. يقدر عدد سكانها بـ 1,166 نسمة .